# GLOD5
GLOD5 (англ. Glyoxalase domain containing 5) – білок, який кодується однойменним геном, розташованим у людей на короткому плечі X-хромосоми. Довжина поліпептидного ланцюга білка становить 160 амінокислот, а молекулярна маса — 18 322.
| 10         |  | 20         |  | 30         |  | 40         |  | 50         |
| ---------- |  | ---------- |  | ---------- |  | ---------- |  | ---------- |
| MLRHLPSRLP |  | VKMWGRTLEK |  | QSWRDSSQTP |  | PPCLIRRLDH |  | IVMTVKSIKD |
| TTMFYSKILG |  | MEVMTFKEDR |  | KALCFGDQKF |  | NLHEVGKEFE |  | PKAAHPVPGS |
| LDICLITEVP |  | LEEMIQHLKA |  | CDVPIEEGPV |  | PRTGAKGPIM |  | SIYFRDPDRN |
| LIEVSNYISS |  |            |  |            |  |            |  |            |

A: Аланін

C: Цистеїн

D: Аспарагінова кислота

E: Глутамінова кислота

F: Фенілаланін

G: Гліцин

H: Гістидин

I: Ізолейцин

K: Лізин

L: Лейцин

M: Метіонін

N: Аспарагін

P: Пролін

Q: Глутамін

R: Аргінін

S: Серин

T: Треонін

V: Валін

W: Триптофан